# 役者 (ちあきなおみの曲)
「役者」（やくしゃ）は、1988年3月1日に発売されたちあきなおみのシングルである。

## 解説
作詞は荒木とよひさ、作曲は浜圭介。
1978年に郷鍈治と結婚して以来、ビクターに移籍しアルバムでのカバー曲を中心として活動していたちあきが、1988年にテイチクに再移籍して10年ぶりに歌番組出演などの本格的な歌手活動を再開した。本作がその復帰第1号シングルとなった。
また、シングルの発売自体もちあきにとって5年ぶりとなった。

## 収録曲
（全作詞：荒木とよひさ／作曲：浜圭介）
1. 役者 [4:11]
編曲：倉田信雄
2. 悲しみを拾って [4:52]
編曲：川口真